# Bülach (distrikt)
Bülach (Bezirk Bülach) er et af de tolv distrikter i kanton Zürich i Schweiz. Distriktets størrelse er 185,19 km², og der er 131.692 indbyggere pr. 31. december 2010. Den administrative hovedby er Bülach, mens den største kommune i distriktet er Kloten, hvor Zürich Lufthavn er placeret. 
Det meste af distriktet har været kontrolleret af Zürich siden 1409, de resterende dele fulgte senere i det 15. århundrede med undtagelse af Rafzerfeld, der blev erhvervet af Zürich i 1651.
47°40′N 8°34′Ø / 47.67°N 8.57°Ø